# Palazzo Gonzaga (Dosso dell'Inferno)
Palazzo Gonzaga, all'interno della "Corte Dosso dell'Inferno", è uno storico edificio in località Dosso dell'Inferno di Magnacavallo, in provincia di Mantova.

## Storia
Il palazzo fu di proprietà del ramo cadetto dei Nobili Gonzaga, signori della "Corte Grande" del Poggio.
L'imponente edificio, risalente alla fine del Cinquecento, si presenta con un edificio principale, composto da numerose stanze, artistiche scale a chiocciola e ampi sotterranei, affiancato sulla destra da una costruzione di servizio; sulla sinistra è presente un oratorio, costruito nel 1672. All'interno del palazzo è collocato l'Oratorio di Santa Caterina, voluto dai Gesuiti.
Il palazzo era frequentato nei mesi estivi dai marchesi Gonzaga della linea cadetta di Vescovato.